# ジョー・ピッチラー
ジョー・ピッチラー（Joe Pichler, 1987年2月14日 - ）は、アメリカ合衆国出身の俳優である。

## 人物
2006年1月5日に自宅（ワシントン州ブレマートンのアパート）を出て以来消息不明となる。

## 出演作品

### 映画
- ザ・ファン (1996)
- Prison of Secrets (1997)
- ミュージック・フロム・アナザー・ルーム (1998)
- バーシティ・ブルース (1999)
- ビーグル犬 シャイロ2 (1999)
- ベートーベン3 (2000)
- ダニーと秘密の魔法使い (2001)（ダニー・ウォーカー）
- ベートーベン4 (2001)
- Children on Their Birthdays (2002)